# Grammopsis
Grammopsis is een kevergeslacht uit de familie van de boktorren (Cerambycidae). De wetenschappelijke naam van het geslacht werd voor het eerst geldig gepubliceerd in 1900 door Aurivillius.

## Soorten
Grammopsis omvat de volgende soorten:
- Grammopsis clavigera (Bates, 1866)
- Grammopsis fallax (Lameere, 1893)
- Grammopsis parvula (Newman, 1840)
- Grammopsis simoni (Lameere, 1893)